# Solution solide
En thermodynamique, une solution solide est un mélange de corps purs formant un mélange homogène solide.
Pour un liquide, la notion de solution est assez intuitive : lorsqu'un corps est en solution, on ne peut pas le distinguer dans le solvant même au microscope optique. Sinon, on parle de précipité ou d'émulsion.
Pour un solide, le cas est un peu différent : dans certains cas le solide est homogène à l'échelle macroscopique mais le microscope permet de distinguer des phases différentes. Le solide peut s'être formé directement sous cette forme (eutectique) ; mais il peut aussi s'être formé comme un cristal homogène (cristallisation), la solution solide initiale ayant ensuite subi une démixtion, généralement lors d'un refroidissement lent (exsolution).
Des exemples de solutions solides comprennent les sels et minéraux cristallisés à partir d'une solution liquide, et les alliages métalliques.

## Solution solide et cristallographie

### Défauts ponctuels
Dans le cas général, la solution solide dans un solide cristallin se fait par deux mécanismes :
- la substitution : les atomes étrangers prennent la place des atomes natifs du cristal, on parle de solution solide de substitution ;
- l'insertion : les atomes étrangers se glissent entre les atomes natifs, dans des sites dits « interstitiels », on parle de solution solide d’insertion.

Dans les deux cas, ce sont des défauts ponctuels.
Ces mécanismes furent particulièrement étudiés par William Hume-Rothery dans la première moitié du XXe siècle sur les alliages d'argent, de cuivre et de fer ainsi que sur les composés intermétalliques.

### Eutectiques et eutectoïdes
Le cas des eutectiques et des eutectoïdes est différent. Dans ces cas-là, il se forme deux phases différentes, une phase de chaque corps pur A et B, mais les deux phases sont intimement liées au sein d'un grain.
Par exemple, on va avoir une succession de plaquettes (eutectique lamellaire) semblant former un cristallite aux joints définis, ou bien la formation de fibres (bâtonnets, aiguilles, eutectique aciculaire) ou de globules alignés (eutectique globulaire) d'une phase dans les cristallites de l'autre.
Le matériau est alors homogène à l'échelle macroscopique, mais hétérogène à l'échelle mésoscopique (échelle du cristallite). Toutefois, il se comporte thermodynamiquement comme une seule phase.

## Métallurgie
Dans l'acier, le carbone est en solution solide dans la matrice de fer. La ferrite et l'austénite sont des solutions solides ; la cémentite par contre est un composé chimiquement défini, le carbure de fer Fe3C.

## Minéralogie

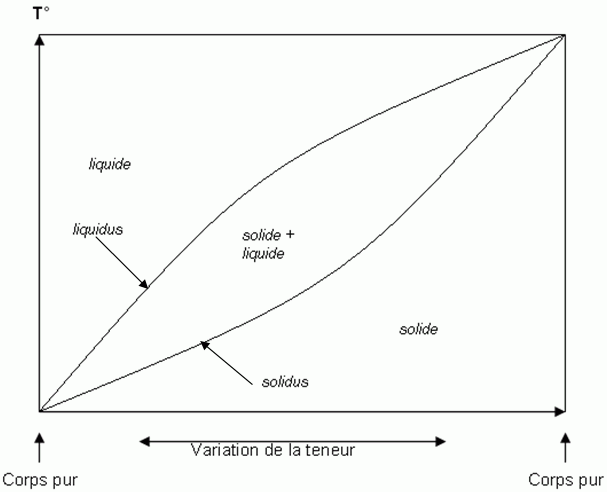
Diagramme de phase.

On dit que deux ou plusieurs phases minérales forment une solution solide lorsqu'on passe progressivement de l'une à l'autre par des substitutions de leurs éléments chimiques. On parle plutôt dans ce cas de « série isostructurale » ou de « série isomorphe ».
Exemples :
- les feldspaths plagioclases constituent une solution solide continue dont la composition varie depuis le terme sodique albite (Si3AlO8)Na, jusqu'au terme calcique anorthite (Si2Al2O8)Ca ;
- les feldspaths alcalins constituent une solution solide entre le terme potassique orthose, (Si3AlO8)K, et le terme sodique albite (Si3AlO8)Na, instable à basse température ;
- l'olivine constitue une solution solide entre le terme ferreux fayalite (Fe2SiO4) et le terme magnésien forstérite (Mg2SiO4).

Les pôles (corps purs) passent d'un comportement liquide à solide sans transition.
Les matériaux intermédiaires sont entièrement liquides à très hautes températures. La diminution de la température est marquée par le passage dans un domaine de transition et l'apparition des premiers cristaux. Ce domaine est caractérisé par les courbes des liquidus et solidus d'un diagramme de phase.

## Exsolution
Quand une solution solide devient instable - à cause d'un abaissement de la température par exemple - l'exsolution a lieu et les deux phases se séparent en lamelles pouvant être microscopiques, mésoscopiques ou macroscopiques. La variété perthite du minéral alcalin feldspath en est un exemple, dans lequel de fines couches d'albite blanche alternent avec des microclines le plus souvent roses. On trouve aussi parfois ce phénomène entre des pyroxènes.